# رؤیای جولیا
«رویای جولیا» تک‌آهنگی از پینک فلوید  است كه در سال 1968 ضبط و منتشر شد. اين ترانه اولين ترانه ايست كه توسط عضو جديد گروه يعني دیوید گیلمور  خوانده شده است. اين آهنگ در خلال حضور سید برت و جايگزين شدن گيلمور توسط راجر واترز  نوشته شده و تاكنون در چند آلبوم گردآوري شده از جمله در آلبوم یادگاره‌ها قرار داشت.